# Tiettaïta
La tiettaïta és un mineral de la classe dels silicats. Rep el nom del sami tietta, que significa ciència o coneixement. Tietta és també el nom de la primera estació científica de l'Acadèmia de les Ciències de l'URSS.

## Característiques
La tiettaïta és un silicat i la seva fórmula química, que va ser redefinida l'any 2021, és: K₄Na₁₂Fe3+
2Si16O41(OH)₄⋅2H₂O. Va ser aprovada com a espècie vàlida per l'Associació Mineralògica Internacional l'any 1991. Cristal·litza en el sistema ortoròmbic. La seva duresa a l'escala de Mohs és 3.
Segons la classificació de Nickel-Strunz, la tiettaïta pertany a «09.HA - Silicats sense classificar, amb alcalins i elements terra-alcalins» juntament amb els següents minerals: ertixiïta, kenyaïta, wawayandaïta, magbasita, afanasyevaïta, igumnovita, rudenkoïta, foshallasita, nagelschmidtita, caryocroïta, juanita, tacharanita, oyelita i denisovita.
L'exemplar que va servir per a determinar l'espècie, el que es coneix com a material tipus, es troba conservat al Museu Mineralògic Fersmann, de l'Acadèmia de Ciències de Rússia, a Moscú (Rússia).

## Formació i jaciments
Va ser descrita a partir de mostres obtingudes a la mina Vostochnyi, dins el mont Koaixva, i al mont Rasvumtxorr, tots dos indrets al massís de Khibini, dins l'óblast de Múrmansk (Rússia). Aquests dos indrets són els únics de tot el planeta on ha estat descrita aquesta espècie mineral.